# 高木勇夫
髙木 勇夫（たかぎ いさお、1939年 - ）は、日本の地理学者。慶應義塾大学名誉教授。元常磐大学学長。

## 経歴
横浜市立大学文理学部卒業、日本大学大学院理工学研究科博士課程単位取得退学。1968年日本大学文理学部専任講師、74年助教授、81年教授。1984年慶応義塾大学経済学部教授。財団法人地域開発研究所所長を経て、2005年に慶応義塾大学を定年退職し、常磐大学学長に就任。専門は、地理学、自然環境論、地域政策・計画論。

## 著書
- 『条里地域の自然環境』古今書院, 1985.4

### 共編著
- 『地図に刻まれた歴史と景観 明治・大正・昭和 1　藤沢市』編著 新人物往来社, 1992.11
- 『自然環境とエコロジー』 (慶応SFC人間環境ライブラリー）丸田恵美子共著. 日科技連出版社, 1996.12

翻訳
- C.J.ラインズ, L.H.ボールウェル, A.F.スミス『大学の地理学』全2巻 伊藤喜栄 監訳, 村上研二共訳. 古今書院, 2000-01